# Caminhos do Sul de Minas

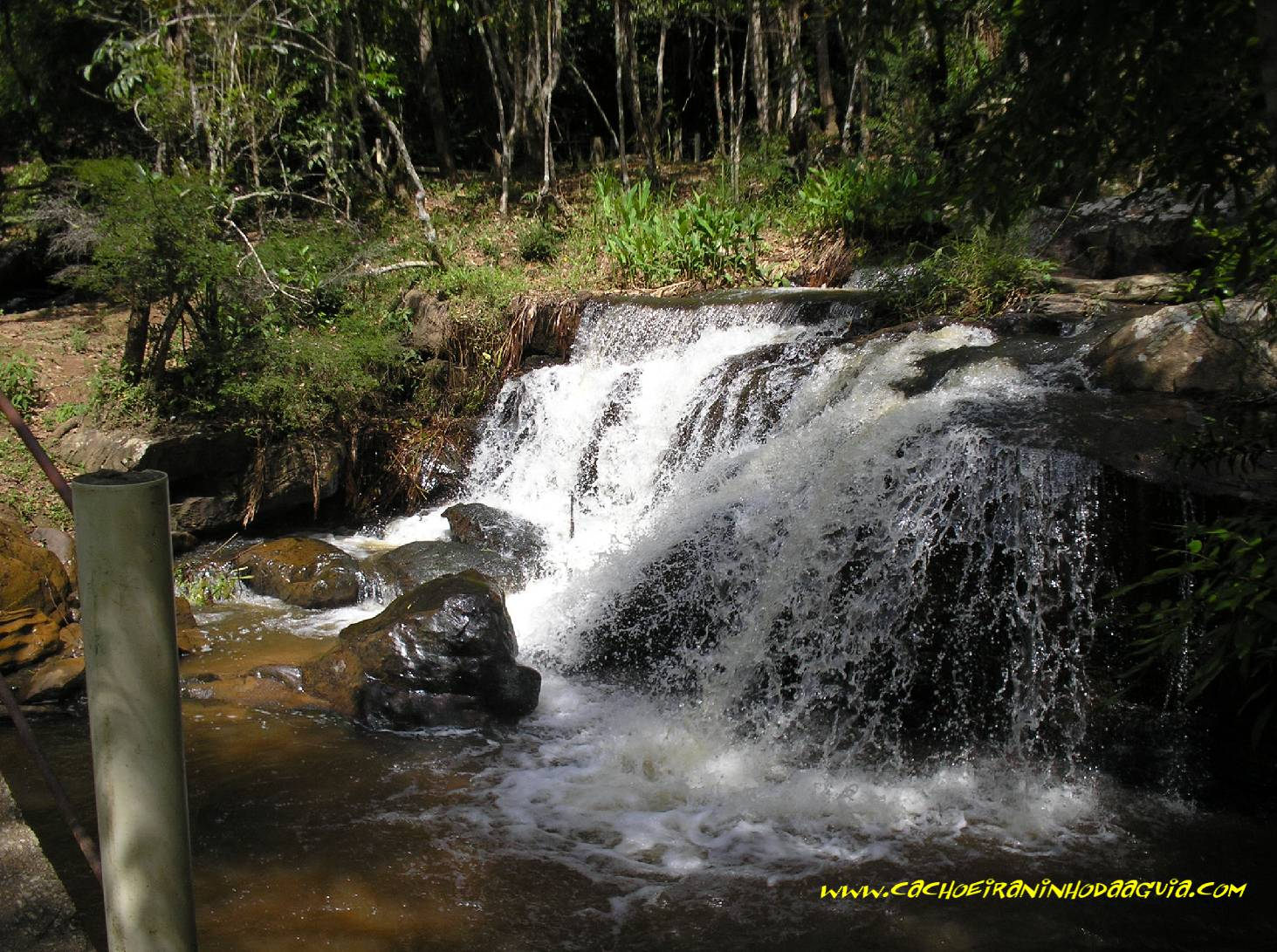
O Clube de Campo Cachoeira Ninho da Águia, em Delfim Moreira, uma das cidades do circuito, possui diversas quedas d'água como essa.

Caminhos do Sul de Minas é um circuito turístico do estado brasileiro de Minas Gerais que reúne nove municípios do sul do estado: Conceição das Pedras, Cristina, Delfim Moreira, Marmelópolis, Pedralva, Piranguçu, Piranguinho, Santa Rita do Sapucaí. Fazem parte desse circuito as rodovias BR-383, BR-459, MG-295, MG-347 e MG-350.

## Ecoturismo

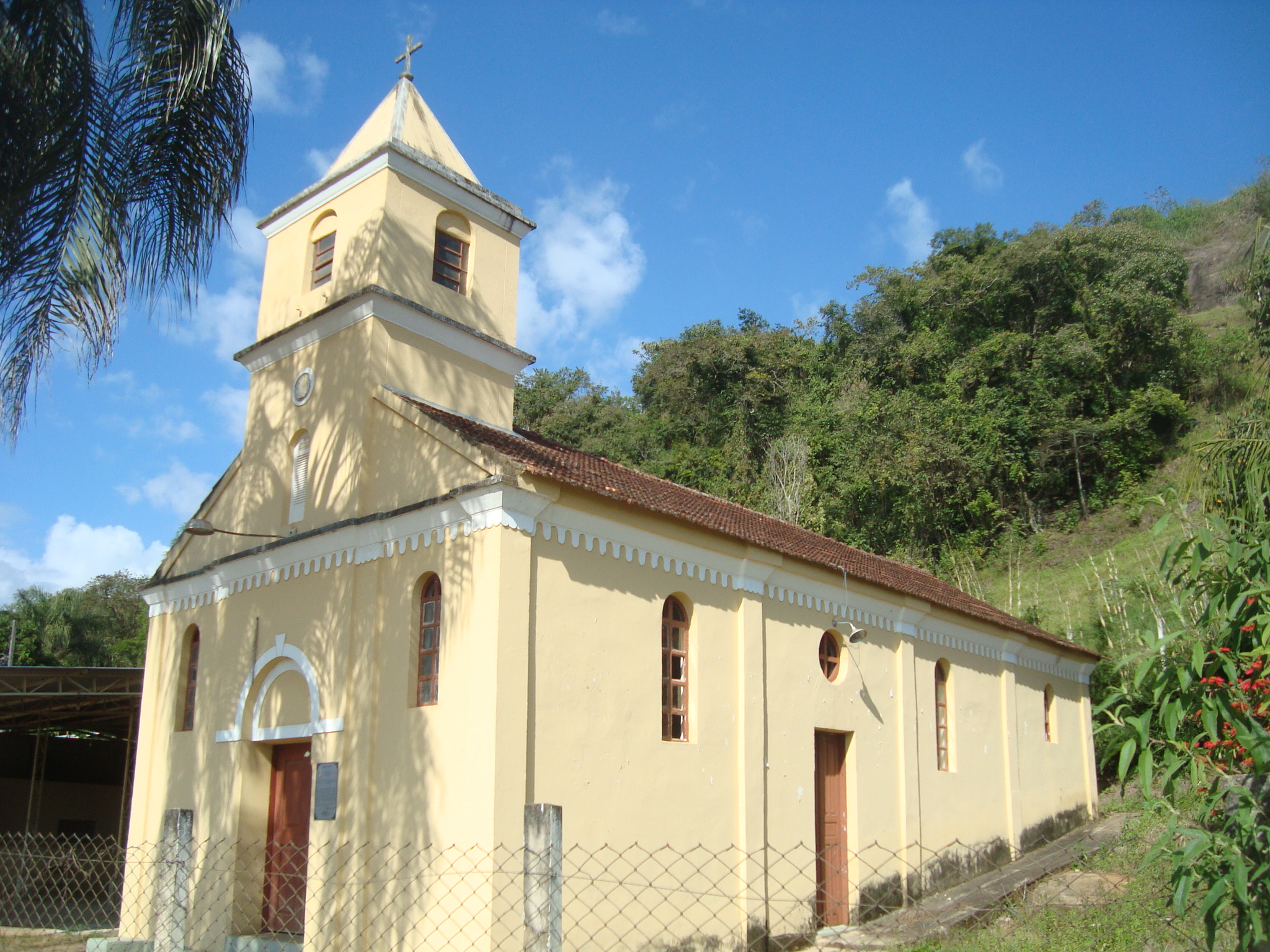
Capela Nossa Senhora do Carmo em Piranguinho.

Uma das maiores atrações desse circuito é o ecoturismo, devido à grande quantidade de cachoeiras e montanhas da região. Em Itajubá, a Pedra Aguda e a Pedra Vermelha estão abertas a visitação, e podem ser escaladas com um guia.

## Gastronomia
A maior atração gastronômica da região é o pé-de-moleque de Piranguinho, onde diversas barracas comercializam o doce. Anualmente, durante a festa junina, as barracas se unem para criar o maior pé-de-moleque do mundo. Essa festa atrai muitos visitantes, que depois recebem um pedaço do doce.

## Museus
O circuito conta com o Museu do Trem, em Cristina, e o Museu Municipal Delfim Moreira da Costa Ribeiro, em Santa Rita do Sapucaí.